# Georg Buschor
Georg Buschor (* 14. März 1923 in Athen; † 11. Februar 2005 in Lugano) war ein deutscher Schlagertexter, der zusammen mit dem Komponisten Christian Bruhn eine Vielzahl bekannter Schlager schuf.

## Frühe Jahre
Buschors Vater war der Altertumswissenschaftler Ernst Buschor, der zur Zeit der Geburt seines Sohnes die Abteilung Athen das Deutsche Archäologische Institut leitete, weshalb Georg Buschor auch in Athen geboren wurde. 1929 zog die Familie nach der Berufung des Vaters auf den Lehrstuhl für Klassische Archäologie an die LMU nach München, wo Buschor seitdem aufwuchs. Er trat zum 12. April 1937 in die Klasse 4B des Maximiliansgymnasiums in München ein und wurde am 20. März 1942 aus der 8. Klasse zur Wehrmacht eingezogen. Nach Kriegsende studierte er in München Philosophie und Theaterwissenschaft und begann danach als Liedermacher in Schwabing. Im Jahre 1949 war er zunächst als Komponist und danach als Textdichter tätig. Buschor lebte in einem kleinen Dachstuhl seiner elterlichen Wohnung, wegen der Enge von Besuchern „Schrank“ genannt.

## 1950er Jahre

Geschwister Schramm – Die Jägermarie

Seine ersten Texte schrieb er ersichtlich zusammen mit Komponist Ernst Jäger für Lale Andersen, und zwar den im Dezember 1956 erschienenen Titel Herzen am Hafen (Seemann, gib acht) (B-Seite von Der Leuchtturm, der grüßt aus der Ferne), im Juli 1957 Armer kleiner Marinero (B-Seite von Südwind, Westwind) und schließlich für Andersen die A-Seite O Happy Night (veröffentlicht am 15. November 1958). Für die Geschwister Schramm (ein Trio aus Rudi Kreuzberger, Helga Schramm und Lolita) entstand inzwischen mit Rolf Arland / Marcus Rausch der Titel entstand Die Jägermarie (Heliodor 450175; 1957). Er schrieb für Gisela Jonas („Schwabinger Gisela“) Mädchen aus Schwabing / Schwabinger Laterne (1958). Dann trat er als Gitarrist und Sänger im Münchner Szene-Nachtlokal „P1“ auf (genannt das „Stüberl“). Johnny Dane übernahm Anna Maria (B-Seite von Tammy; März 1958), René Carol Viola-Violetta (aufgenommen am 1. Juli 1958; B-Seite von Leb‘ wohl Marie). Für Die Heimatsänger verfasste er mit Ernst Jäger Die rote Rose (1958). Als Buschor etwa 200 DM monatlich an Tantiemen von der GEMA erhielt, gab er seinen Job als Gitarrist auf und wurde hauptamtlicher Liedtexter.

## 1960er Jahre

Conny Froboess – Zwei kleine Italiener (1962)

Auf der Grundlage von Floyd Robinsons amerikanischem Original Makin‘ Love schrieb Buschor für Dalida den deutschen Titel So verrückt (EP Das Mädchen von Piräus; 1960). Der erste gemeinsame Schlager mit Komponist Christian Bruhn etablierte eine langjährige, erfolgreiche Zusammenarbeit. Beide verfassten für Conny Froboess mit Midi-Midinette über eine Pariser Näherin mit dem charakteristischen Hohner-Cembalet (aufgenommen am 15. Mai 1960) unter Musikproduzent Nils Nobach ihren ersten Hitparadenerfolg (Rang 4 der deutschen Hitparade). Der Musikverlag Peter Meisel gab beiden auf die Demoaufnahme einen – damals ungewöhnlich hohen – Vorschuss von 1000 DM. Meistens mit Bruhn verfasste Buschor für Conny Froboess 12 weitere Titel, darunter Mein Vater war ein Cowboy (13. April 1961), Einen Kuss und noch einen Kuss (12. August 1961); Buschors erster Nummer-eins-Hit und mit 1,225 Millionen verkauften Platten gleichzeitig erster Millionenseller Zwei kleine Italiener (28. November 1961; Rang 1) erschien ein Jahr später im Film Mariandls Heimkehr (Premiere: 11. Oktober 1962) oder Hey Baron Münchhausen / John der edle Ritter (16. Juli 1964).
Inzwischen präsentierte Franzl Lang aus dem österreichischen Heimatfilm Der Orgelbauer von St. Marien (Premiere: 28. Juli 1961) das Lied Der Königsjodler (August 1961; Fredl Fesl brachte 1976 eine Coverversion heraus), für den Buschor zusammen mit Jäger die Filmmusik geschrieben hatte. Im Jahre 1962 lieferte Buschor mindestens 10 Liedtexte ab, darunter Tanz mit mir für Peter Alexander (März 1962; Rang 39), Kapitän Kapitän für Petula Clark (B-Seite vom Nummer-eins-Hit Monsieur; August 1962), Kleopatra für Chris Howland (B-Seite von Mädchen für alles, November 1962; aus dem Kinofilm Die Post geht ab; Premiere: 21. September 1962 im Kölner Kino Capitol) oder Manuelas überhaupt erste Single Hula-Serenade (November 1962). Der deutsche Text zu Schuld war nur der Bossa Nova für Manuela ermöglichte eine weitere Topposition (Cover von Blame It on the Bossa Nova mit Eydie Gormé; November 1962; 1) Im Jahre 1963 kamen mindestens 16 Titel aus seiner Feder auf den Markt. Drafi Deutscher besang mit Teeny seine erste Single (Februar 1963; 26), die ehemalige Eurovisons-Siegerin Jacqueline Boyer übernahm Mitsou (Juni 1963; 8), Tamouré Guitar entstand für die Tahiti-Tamourés (B-Seite von Tahiti Mafatu; September 1963), die attraktive Schlager-Adaption des Volksliedes Horch‘ was kommt von draußen rein übernahmen Manuela und die 6 Dops (Februar 1964; 13), Rex Gildo sang Glück gehört dazu (April 1964; 16) für den Kinofilm Apartment-Zauber (Premiere: 20. Dezember 1963). Mindestens 16 Titel erschienen im Jahre 1964. Liebeskummer lohnt sich nicht mit Siw Malmkvist wurde Sieger der Deutschen Schlagerfestspiele 1964 am 13. Juni 1964 und verkaufte nachfolgend 750.000 Exemplare. Es folgten die Moritat-Moralpredigt Schwimmen lernt man im See für Manuela (Juni 1964; 3), Die Rose von Mexico / Goodnight Jenny für Peter Hinnen (August 1964; 7), Das Mädchen mit dem traurigen Blick für den singenden Radio-Disc Jockey Mal Sondock (September 1964; 32), Abschiednehmen tut so weh für Carmela Corren (Dezember 1964; 16) oder Cinderella Baby mit Drafi Deutscher (Dezember 1964; 3).
Das Jahr 1965 brachte wenigstens 22 von Buschor verfasste Texte hervor, und zwar Heute male ich dein Bild, Cindy Lou (Cover von The Birds and the Bees) mit Drafi Deutscher (Mai 1965; 3), Er hat ein Motorboot (mit Heinz Gietz) für Gitte Hænning (Oktober 1965; 40) oder Love and Kisses mit Manuela (November 1965; 17). 1966 kamen mindestens 17 Buschor-Texte auf den Markt, darunter alleine 6 Titel für Peggy March, wovon ihr erster Nummer-eins-Hit Memories of Heidelberg (mit Henry Mayer; März 1967; 1) der erfolgreichste war. Es folgte Lord Leicester aus Manchester für Manuela (Mai 1967; 12). 1967 entstanden mindestens 18 Titel, darunter 6 für Manuela wie Das Haus von Huckleberry Hill (April 1968; 29) oder Monsieur Dupont (September 1967; 9). Ferner erschien Wärst du doch in Düsseldorf geblieben für Dorthe Kollo (August 1968; 10), wovon die Jacob Sisters die Parodie Wärst Du Dussel doch im Dorf geblieben ablieferten (1968). 1968 gab es 28 Titel von Buschor, so etwa Das Mädchen Carina für Roy Black über die Liebe zu einem Zirkusmädchen, Blacks viertem Nummer-eins-Hit (Juni 1969; 1). Es folgten Arrivederci Hans (mit Henry Mayer) für Rita Pavone (Juli 1968; 6), (Sie trägt ein Ding Dong Bama Lama Sing Song Teeny Weeny) Flower Power Kleid von Wencke Myhre (Juli 1968; 17), Computer Nr. 3 mit France Gall, die sich auf Rang 3 des Deutschen Schlager-Wettbewerbs 1968 (August 1968; 24) platzierte, oder Mädchen, das ich liebe mit Howard Carpendale (Dezember 1968). Buschors Rekordjahr war 1969 mit wenigstens 38 Titeln. Alleine 7 Titel schrieb er für Mireille Mathieu, darunter Hinter den Kulissen von Paris (April 1969; 5), Martin (August 1969; 12) und Tarata-Ting, Tarata-Tong / Das Wunder aller Wunder ist die Liebe (November 1969; 18). Als ihr Manager Johnny Stark den noch nicht zu Ende komponierten Titel Hinter den Kulissen von Paris hörte, rief er begeistert „c'est ça! Justement!“ („Das ist es!“). Die Aufnahmen zu Hinter den Kulissen von Paris im Berliner Ariola-Studio dauerten für die der deutschen Sprache unkundigen Mireille Mathieu 3 Stunden. Chris Roberts übernahm Die Maschen der Mädchen (mit Rolf Arland; Dezember 1969; 8), France Gall sang Links vom Rhein und rechts vom Rhein (Dezember 1969; 32).
Der Melodie As Tears Go By („Mir kommen die Tränen“) der Band The Rolling Stones unterlegte er einen deutschen Text mit dem Titel Es ist schön verliebt zu sein.

## 1970er Jahre

Mireille Mathieu – Akropolis adieu

1970 brachte Buschor mindestens 25 Titel heraus. Allein vier davon übernahm Mireille Mathieu, insbesondere An einem Sonntag in Avignon / Au revoir mon amour (April 1970; 13) oder Es geht mir gut Chéri / Meine Welt ist die Musik (Oktober 1970; 16). Mit dem Titel Auf dem Kurfürstendamm sagt man ‚Liebe‘ erreichte Roberto Blanco am 16. Februar 1970 bei Ein Lied für Amsterdam lediglich den fünften Rang der Endausscheidung. Für 1971 sind 28 Titel registriert, darunter acht für Freddy Quinn und sieben für Mathieu. Zu Hits für Mathieu wurden Ganz Paris ist ein Theater (Februar 1971; 15) und der Millionenseller Akropolis adieu (September 1971; 3). Manuela übernahm Prost Onkel Albert (November 1971; 21). Das Jahr 1972 erbrachte einen Output von 19 Titeln, darunter jeweils vier für Michael Schanze und Mireille Mathieu, die mit Hans im Glück in die Hitparade kam (September 1972; 16). 1973 gelangten wenigstens 33 Titel aus der Feder von Buschor auf den Markt, davon entfiel der größte Anteil mit 12 auf Mathieu. Katja Ebstein übernahm Der Stern von Mykonos (Juni 1973; 4). Elfi Graf brachte Herzen haben keine Fenster (mit Henry Mayer) heraus (November 1973; Rang 17). Bobby Vintons Cover hiervon – mit polnischen Gesangspassagen – hieß My Melody of Love (August 1974; Rang drei und Rang eins der Easy Listening charts), entwickelte sich zum Millionenseller (die Goldene Schallplatte wurde am 5. Dezember 1974 verliehen) und brachte es dem BMI zufolge auf ein Airplay von 1 Million Aufführungen. Peters and Lee machten hieraus Don’t Stay Away Too Long (April 1974; Rang 3). 1974 erschienen 21 Liedtexte, darunter Der traurige Tango für Mireille Mathieu (B-Seite von Und der Wind wird ewig singen von Ralph Siegel; September 1974). 1975 sank die Zahl auf 17 Titel, darunter wiederum 5 für Mathieu. Zusammen mit Henry Mayer schrieb Buschor für Maggie Mae den Beitrag für Ein Lied für Stockholm unter dem Titel Die total verrückte Zeit, der am 3. Februar 1975 nur Rang sieben belegen konnte. Von Katja Ebstein erschien mit Die Hälfte seines Lebens (LP In Petersburg ist Pferdemarkt; Juli 1975) einer seiner letzten Texte.

## Rezeption
Georg Buschor entwickelte sich zu einem der erfolgreichsten deutschen Schlagertexter und hatte seinen musikalischen Höhepunkt in den sechziger Jahren, als er für Mireille Mathieu zu einem der wichtigsten Liedtexter wurde. Auch Manuela und Drafi Deutscher haben ihm einen Teil ihrer Erfolge zu verdanken. In jener Zeit belief sich sein Jahreseinkommen aus Tantiemen einem Zeitungsbericht zufolge auf 200.000 DM. Wie viele seiner Kollegen schrieb er zu englischsprachigen Originalen einen deutschen Text. Umgekehrt wurden zwei Hits seiner ursprünglich deutschen Texte in der angelsächsischen Welt gecovert (Monsieur Dupont und Herzen haben keine Fenster). Seine Schlager erschienen in zahlreichen Kinofilmen, er hat auch eine Vielzahl von Eurovisions-Liedern für Deutschland geschrieben.

## Texte in den Top 10
| Titel                                 | Interpreten      | Jahr | Platz |
| ------------------------------------- | ---------------- | ---- | ----- |
| Zwei kleine Italiener                 | Conny            | 1962 | 1.    |
| Schuld war nur der Bossa Nova         | Manuela          | 1963 | 1.    |
| Liebeskummer lohnt sich nicht         | Siw Malmkvist    | 1964 | 1.    |
| Heute male ich dein Bild              | Drafi Deutscher  | 1965 |       |
| Das Mädchen Carina                    | Roy Black        | 1969 | 1.    |
| La Paloma ade                         | Mireille Mathieu | 1973 |       |
| Cinderella-Baby                       | Drafi Deutscher  | 1964 | 3.    |
| Schwimmen lernt man im See            | Manuela          | 1964 | 3.    |
| Akropolis adieu                       | Mireille Mathieu | 1971 | 3.    |
| Midi-Midinette                        | Conny            | 1960 | 4.    |
| Drei Musketiere                       | Conny            | 1963 | 4.    |
| Der Stern von Mykonos                 | Katja Ebstein    | 1973 | 4.    |
| Es war einmal ein Jäger               | Katja Ebstein    | 1974 | 4.    |
| Memories of Heidelberg                | Peggy March      | 1967 | 5.    |
| Hinter den Kulissen von Paris         | Mireille Mathieu | 1969 | 5.    |
| Cheerio                               | Petula Clark     | 1963 | 6.    |
| Arrivederci Hans                      | Rita Pavone      | 1968 | 6.    |
| Mitsou                                | Jacqueline Boyer | 1963 | 8.    |
| Die Maschen der Mädchen               | Chris Roberts    | 1969 | 8.    |
| Der Zar und das Mädchen               | Mireille Mathieu | 1975 | 8.    |
| Küsse nie nach Mitternacht            | Siw Malmkvist    | 1965 | 9.    |
| Es ist zum Weinen                     | Manuela          | 1966 | 9.    |
| Monsieur Dupont                       | Manuela          | 1967 | 9.    |
| Wärst du doch in Düsseldorf geblieben | Dorthe           | 1968 | 10.   |
| Der Pariser Tango                     | Mireille Mathieu | 1971 | 10.   |